# Lily Zhang
Lily Ann Zhang (Redwood City, 16 juni 1996) is een Amerikaans professioneel tafeltennisster. Zij speelt rechtshandig met de shakehandgreep.
Zij vertegenwoordigde haar land op de Olympische Zomerspelen 2012, 2016 en 2020 maar won geen medailles.

## Belangrijkste resultaten
- Brons in het gemengd dubbel op de wereldkampioenschappen 2021 met Lin Gaoyuan.